# Doble Copacabana Grand Prix Fides
Le Doble Copacabana Grand Prix Fides  est une course cycliste disputée en Bolivie dans le département de La Paz. Créée en 1994, l'épreuve est intégrée au calendrier annuel de l'UCI en 2000. La course est classée dans la catégorie 2.6. Lorsque la fédération internationale refonde son calendrier, la compétition fait partie de l'UCI America Tour, en catégorie 2.2, pour les années 2006 et 2007.
En 2008, la course est remplacée par le Tour de Bolivie.

## Palmarès
Pas moins de dix des treize éditions ont eu comme vainqueur un compétiteur venu de Colombie.
| - 1994 Cristóbal Bustos - 1996 Cid Martínez - 1997 Graciano Fonseca - 1998 Ismael Sarmiento - 1999 Jairo Pérez - 2000 Ismael Sarmiento - 2001 Jairo Pérez | - 2002 Francisco Colorado - 2003 Álvaro Sierra - 2004 Javier Zapata - 2005 Libardo Niño - 2006 Juan Diego Ramírez - 2007 Óscar Soliz |